# 滝港マリーナ
滝港マリーナ（たきこうマリーナ）は、石川県羽咋市滝町レ部101番地に所在する地方港湾である。滝港、滝浦とも言う。石川県土木部港湾課が管理している。

## 概要
滝港は手取川河口より連なる内灘砂丘～千里浜海岸の北端部に位置しており、かつては外浦ではかなり栄えた港であるが、沿岸の砂の粒子が細かいうえ地形的にも漂砂が激しいことから港内が埋没した。合わせて沿岸漁業の不振も重なったことから、1920年（大正9年）から1930年（昭和5年）まで対策工事が行われるなど、対策が幾度か講ぜられたが、さしたる効果も得られない現状であった。1966年（昭和41年）には滝崎灯台（高さ10.46m）が完成している。
1979年（昭和54年）度より抜本的な対策として防砂堤の建設が行われた。また1986年（昭和61年）度には県民の多様化、高質化する海洋性レクリエーションニーズに対応するため、「コースタルリゾート調査」を実施し、滝港にマリーナを整備（石川県による事業で総事業費6億3,400万円）。1991年（平成3年）には石川国体に使用され、同年10月から一般供用が開始された。
1999年（平成11年）には120隻収容の艇庫と収容能力200隻のボートヤード、2本の桟橋、船揚斜路、艇揚降クレーン、木造2階建ての管理棟を備えた石川県内初の公共マリーナ『滝港マリーナ』が竣工した。その後、海洋環境整備事業により整備された階段護岸などが2010年（平成22年）に完成し、一般開放されている。

## 施設
1. 施設概要　総面積64,000平米[3]　陸域26,500平米[2]　水域37,500平米[2]　泊地水深2 - 4.5m[2]
2. 収容隻数　艇置場　大型60隻　小型60隻　艇庫138隻
3. 係留施設　桟橋50ｍ　2基　計100ｍ
4. 船揚場　　斜路　巾40ｍ[2]　勾配1：8
5. クレーン　天井開放型12ｔ吊[2]
6. 管理等　　延床面積　595平米　1Ｆ391平米　事務室、艇庫（18隻）、シャワー室、トイレ　2Ｆ204平米　会議室、物見塔
7. 艇庫　　　延床面積　450平米（120隻）
8. 駐車場　　135台
9. 公衆トイレ　延床面積43平米
10. 開館時間　9:00～17:00
11. 定休日　　毎週火曜日

## アクセス
- のと里山海道柳田ICから車で10分。